# Калита (птица)
Кали́та, толстоклювый попугай, попугай-монах или квакер (лат. Myiopsitta monachus) — птица семейства попугаевых.
Русское научное название калита является транслитерацией научного латинского названия одного из подвидов Myiopsitta monachus calita.

## Внешний вид
Длина тела 27—30 см, крыла 14—15 см; вес 100 г. Окраска оперения зелёная, грудь бледно-зеленовато-серая с поперечными полосами зелёного цвета. Шея с нижней стороны и передняя часть головы серого цвета, крылья тёмно-бурые, маховые перья синие. Подхвостье желтовато-зелёное. Клюв толстый, соломенного цвета и сильно загнутый. Радужка коричневая. Хвост ступенчатой формы, длиннее крыла, ноги короткие. Самку от самца отличить почти невозможно, оба пола окрашены одинаково; самка меньше самца.

## Распространение
Естественный ареал этого вида находится в Парагвае, на юге Бразилии, в Уругвае и на севере Аргентины. Оттуда попугаи распространились в США и даже попали в Европу, по всей видимости, сбежав из клеток любителей птиц (в 1970—80-х годах была мода на содержание в клетках этих попугаев, их массово завозили из Южной Америки).
В настоящее время эти птицы являются обычным явлением в парках Барселоны и Мадрида, часто столь же многочисленны как и голуби.
Вне естественных мест обитания устойчивые колонии этих попугаев сегодня существуют в:

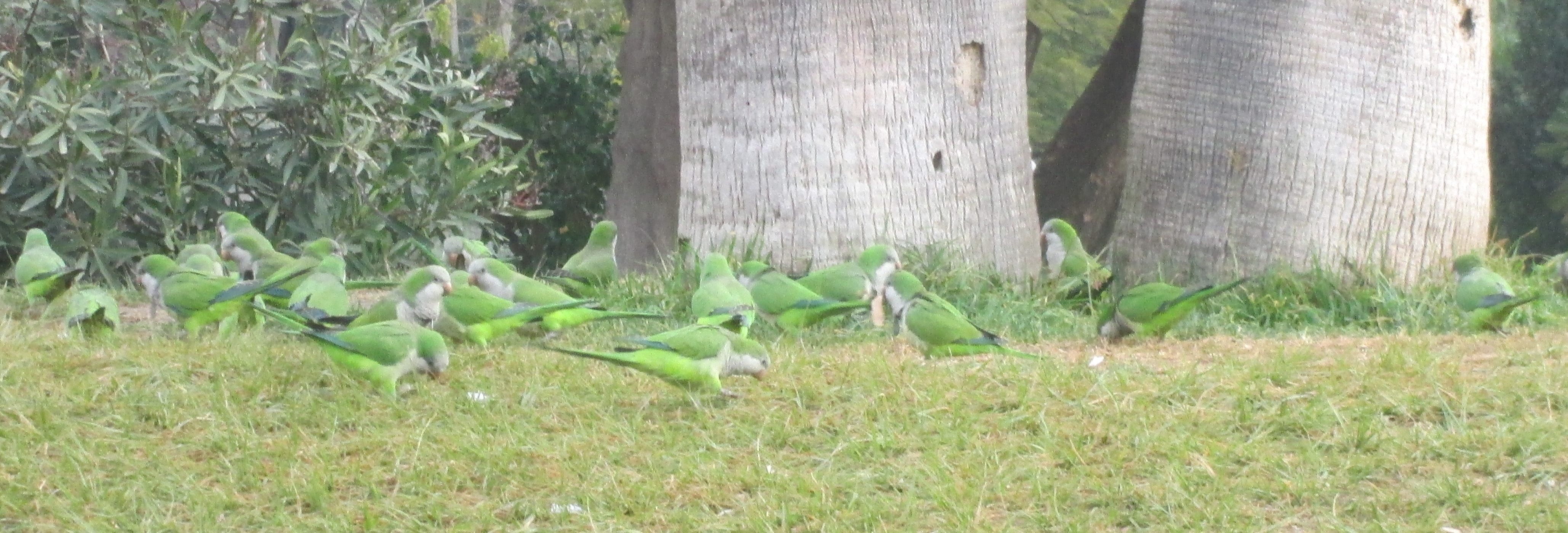
Попугаи-монахи в парке Сьютаделья, Барселона (Испания)

- Бельгии
- Великобритании[11][12]
- Греции[13]
- Израиле[14]
- Испании
- Италии[15]
- Нидерландах[16]
- США

## Образ жизни и взаимодействие с человеком

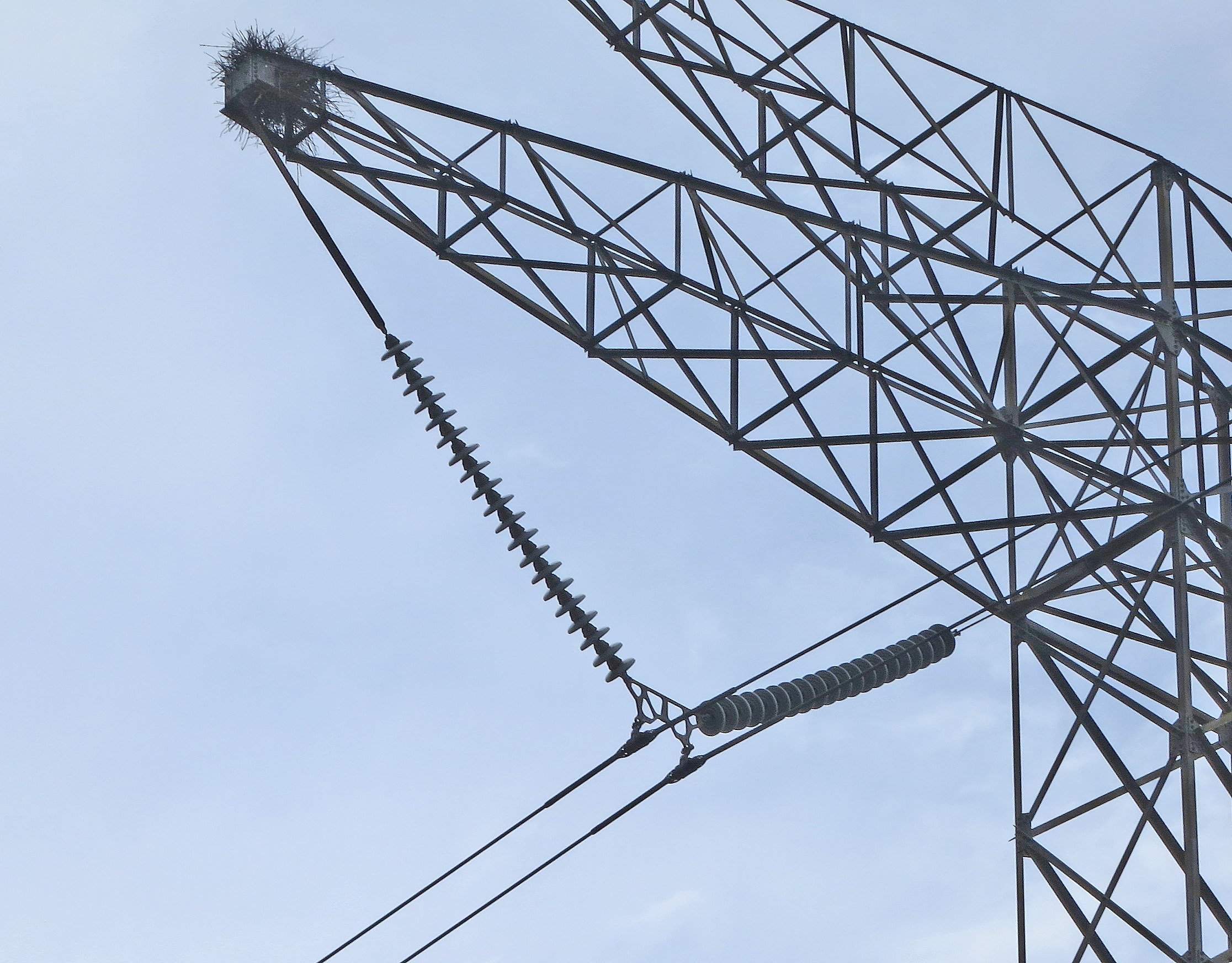
Гнездо попугаев на опоре ЛЭП, Лиг-Сити (Техас)

Населяют степи и лиственные леса, по склонам гор до высоты 1000 м над уровнем моря. Ведут стайный образ жизни. В стае бывает 200—500 попугаев. Такие стаи могут наносить вред сельскохозяйственным угодьям, истребляя на полях посевы пшеницы, кукурузы, проса и других злаков. Местные жители их уничтожают или ловят для продажи.
В Мадриде (Испания), где обитает более 12 тыс. особей, планируется отлов этих птиц, как чужеродного, инвазивного вида. Кроме того, падение со столба или дерева их коллективного гнезда весом более 50 кг, может причинить серьёзный ущерб людям в парках и на городских улицах.
Одичавшие попугаи легко заселяют не только естественные, но и искусственные элементы ландшафта, расселяясь на зданиях, памятниках, опорах ЛЭП и любых других доступных им возвышенностях.

## Размножение

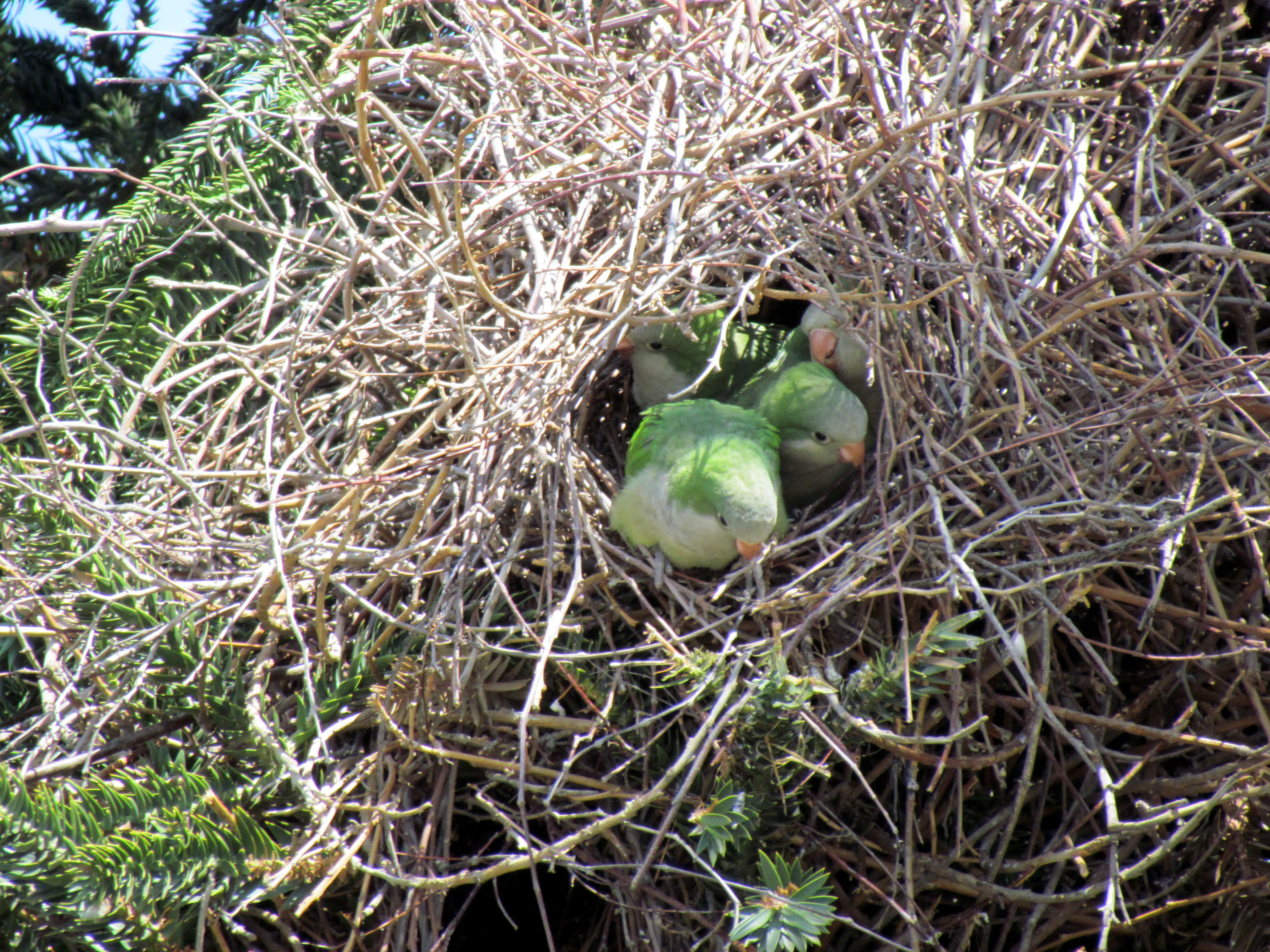
Гнездо попугаев в их естественной среде обитания Сантьяго (Чили)

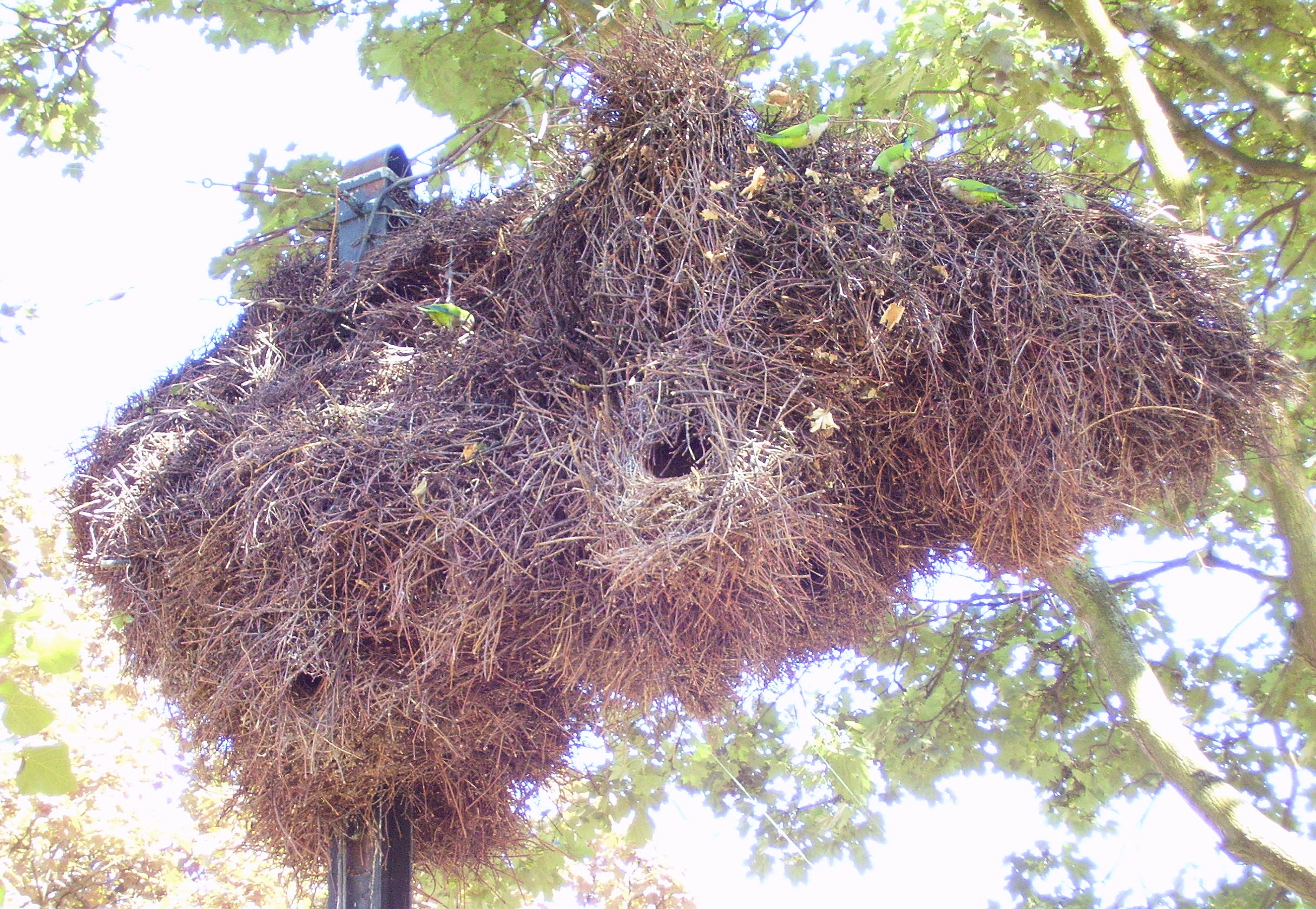
Гнезда попугаев на искусственной опоре и ветвях дерева в Брюсселе, Бельгия

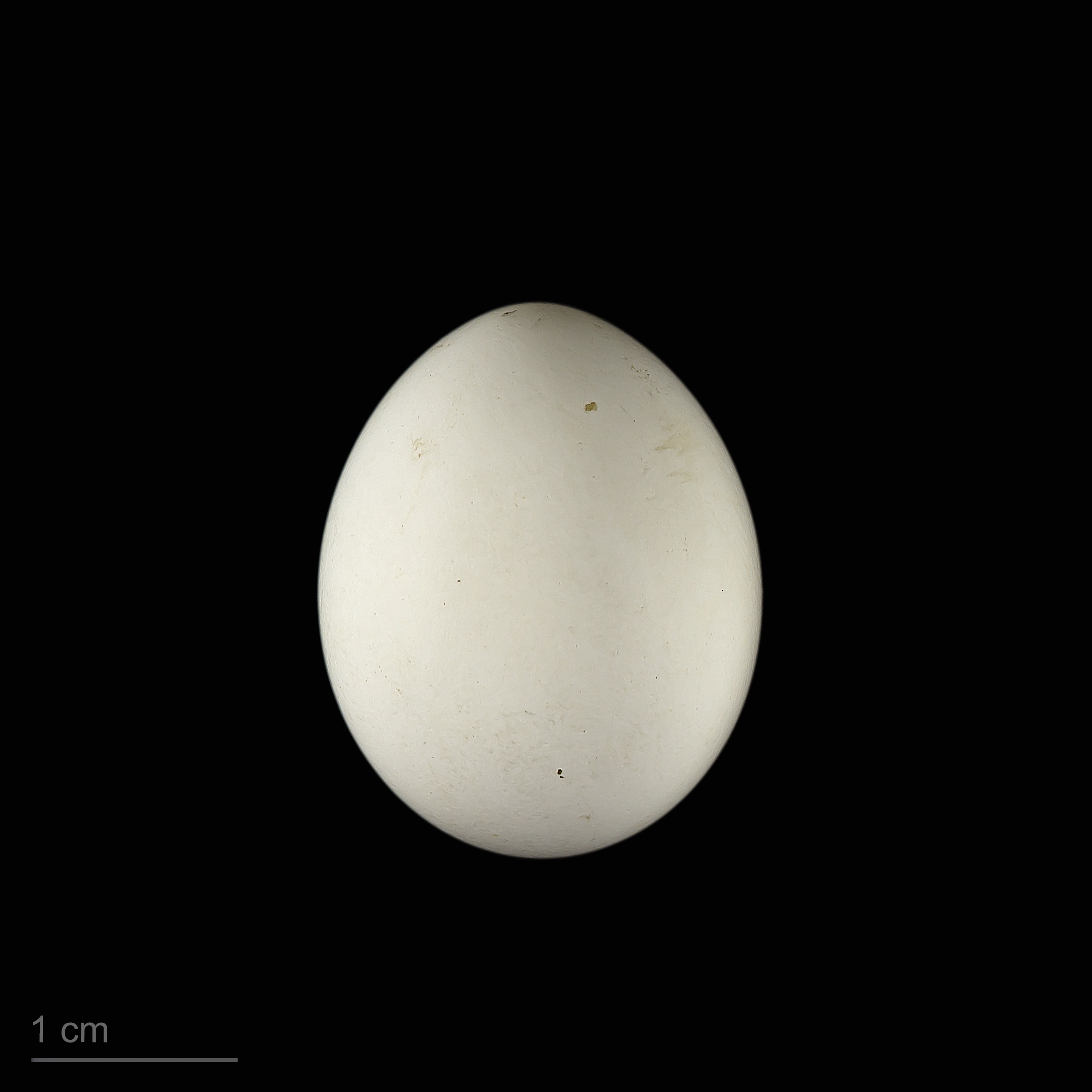
яйцо Myiopsitta monachus — Тулузский музеум

Гнездятся в болотистых местах. Единственные известные науке попугаи, гнездящиеся прямо на ветвях деревьев, а не в дуплах или иных укрытиях. Большие, круглой формы коллективные гнёзда (до 3 м в диаметре и до 200 кг весом) строят на деревьях из веток или занимают чужие гнёзда крупных птиц. Несколько пар попугаев строят одно гнездо с множеством входов. Процесс строительства такого поселения довольно прост: одна пара птиц начинает строительство своего гнезда, другая, используя его как одну из опор для стенки или основания своего будущего жилища и так далее. Входное отверстие птицы располагают обычно сбоку, иногда снизу. Строительство гнезда длится довольно долго, иногда до 3 месяцев. В холодное время года в этих гнёздах они проводят ночь. В кладке бывает 5—8 белых яиц, через 22—26 дней появляются птенцы, а к 6—7 недельному возрасту птенцы вылетают из гнезда. Некоторые пары гнездятся 2 раза в году, а само гнездо используют по нескольку лет.

## Содержание

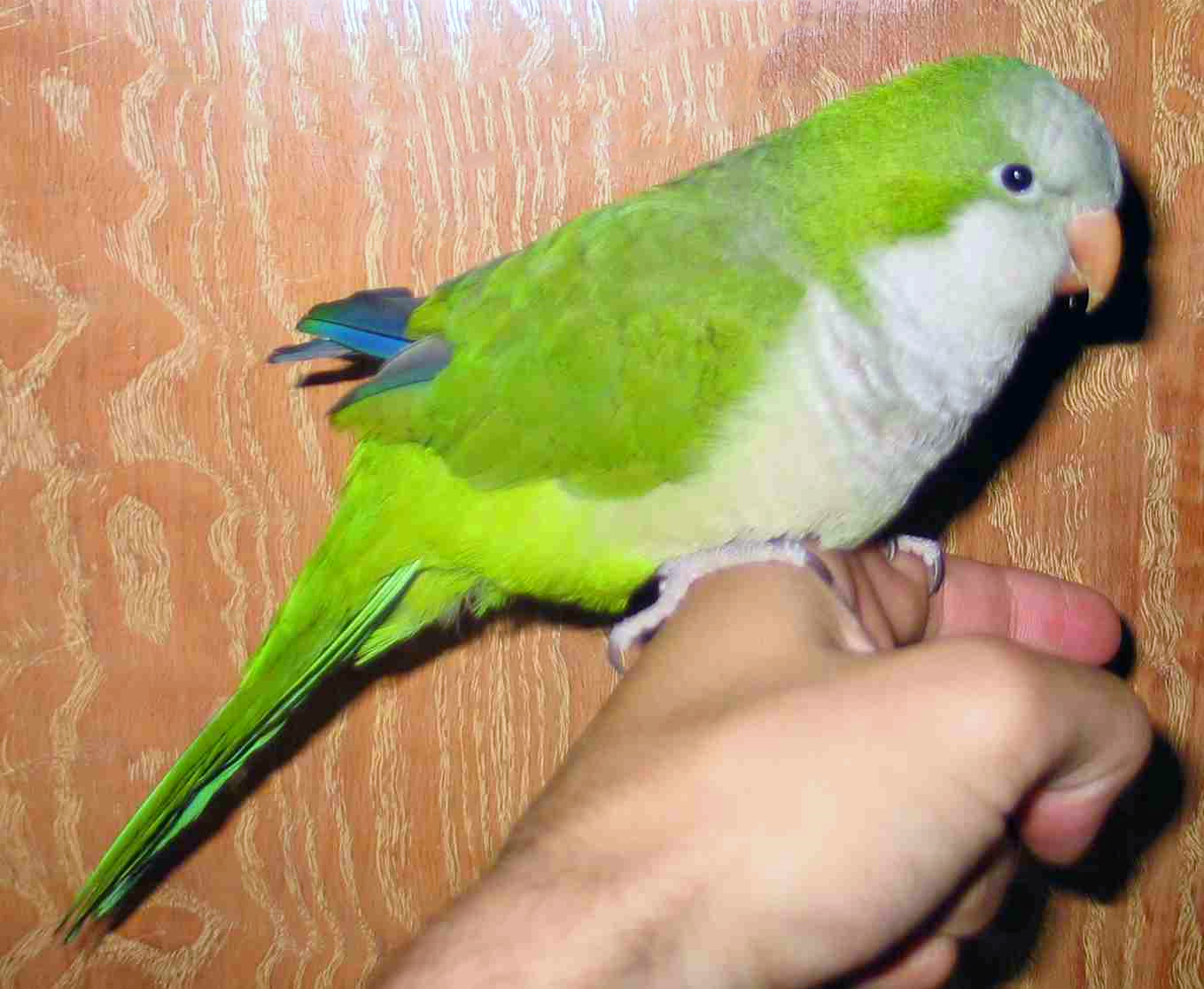
Самка попугая у заводчика

В Европу, для содержания в клетках, они были впервые завезены около 130 лет тому назад. Эти попугаи не относятся к идеальным птицам для содержания, потому что часто и громко кричат. Чтобы избавиться от шумных птиц, их просто выпускали из клеток, способствуя тем самым их интродукции. Первые случаи их интродукции отмечены в США и Европе в конце 1960-х годов. Продолжительность жизни от 15 до 30 лет.

## Классификация
Вид включает в себя 3 подвида:
- Myiopsitta monachus monachus (Boddaert, 1783) — юго-восточная Бразилия, Уругвай и северо-восточная Аргентина. Длина тела 30 см, размах крыльев 145—160 мм. Номинативный подвид.
- Myiopsitta monachus calita (Jardine & Selby, 1830) — западная и южная Аргентина. Длина тела 27 см, размах крыльев 135—145 мм.
- Myiopsitta monachus cotorra (Vieillot, 1818) — юго-восточная Боливия, Парагвай, северная Аргентина и южная Бразилия. Длина тела 27 см, размах крыльев 130—145 мм

Myiopsitta luchsi (Finsch, 1868) — изолированная популяция в Боливии, ранее считалась подвидом калиты, но позднее была выделена в отдельный вид. Длина тела 30 см, размах крыльев 145—165 мм.

## Фото

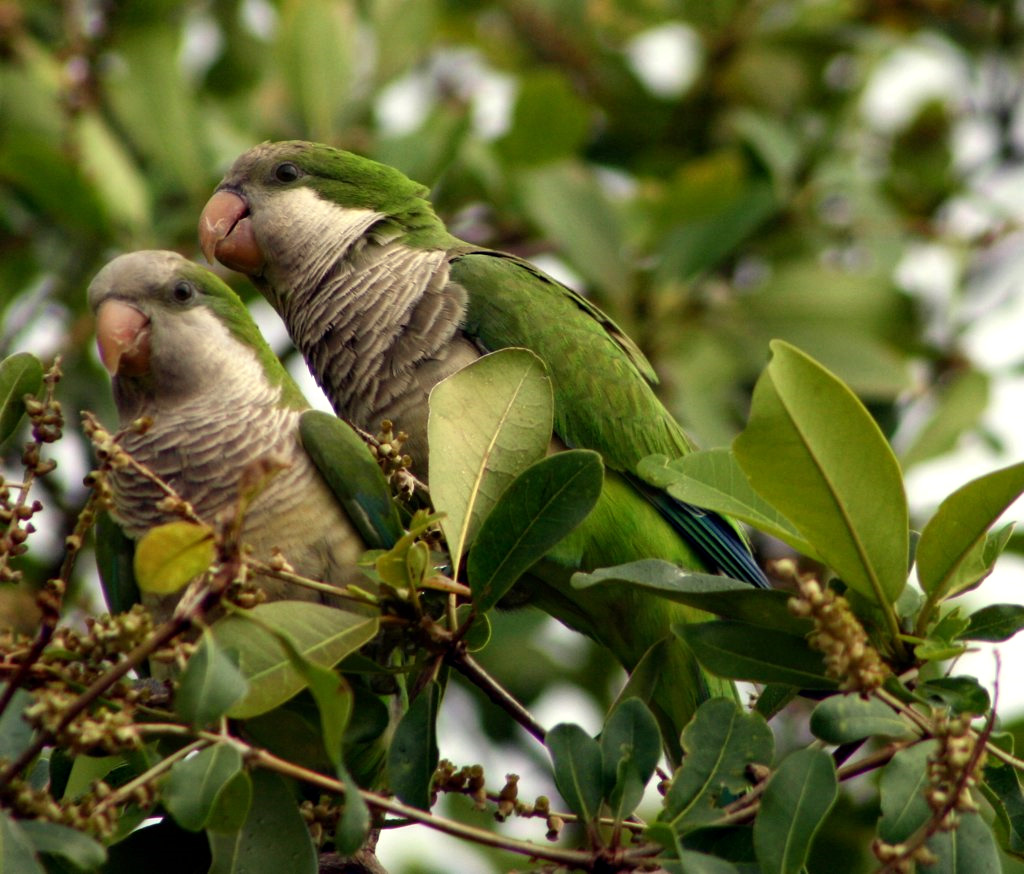
Попугаи-монахи, Флорида (США)
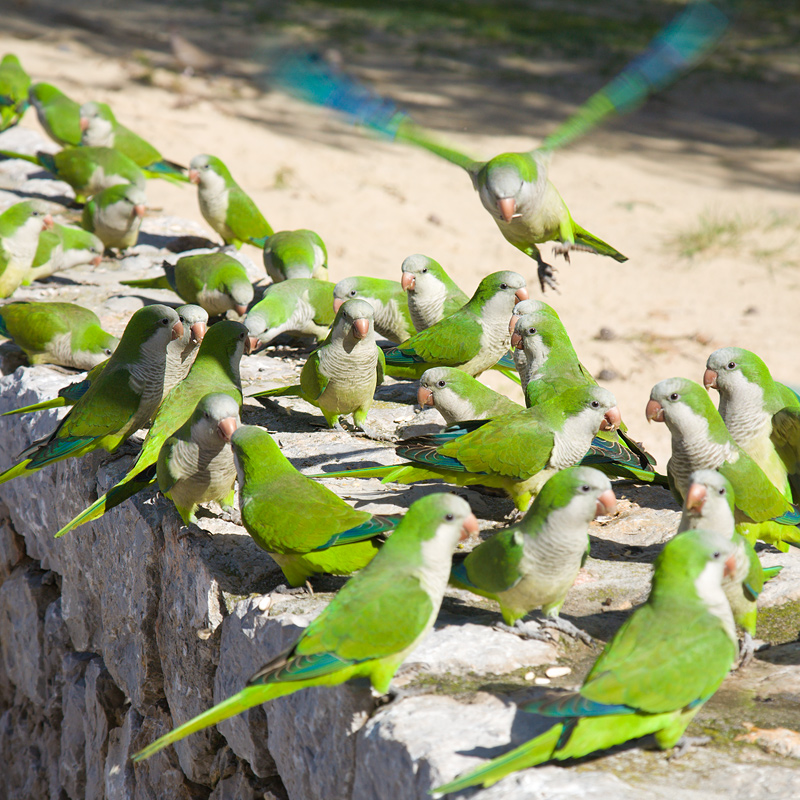
Попугаи-монахи на Санта-Понса в Мальорке (Испания)
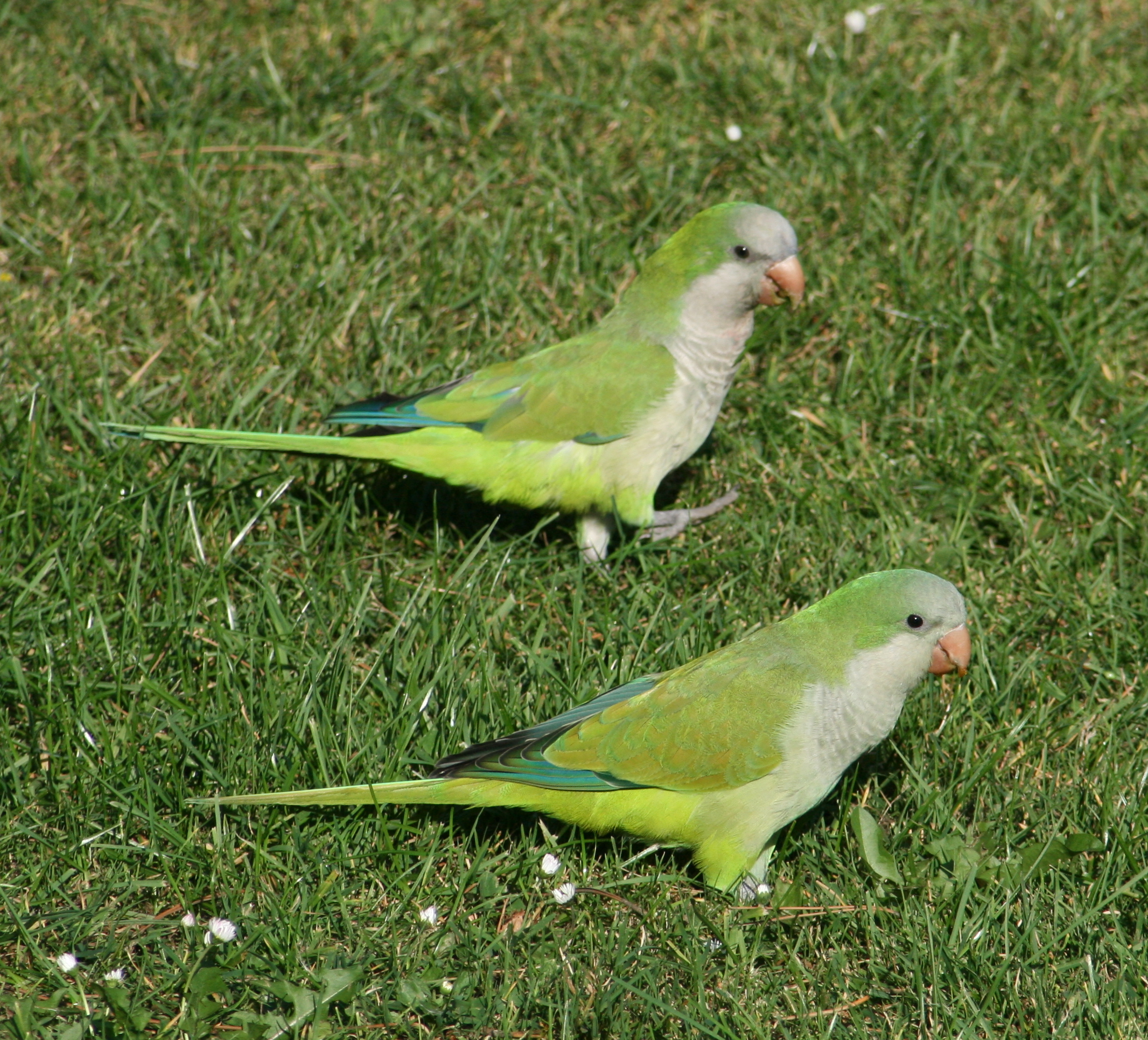
Попугаи-монахи в парке Брюсселя
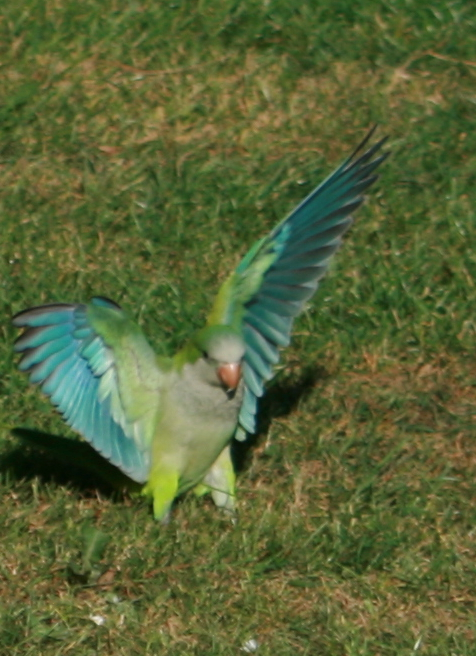
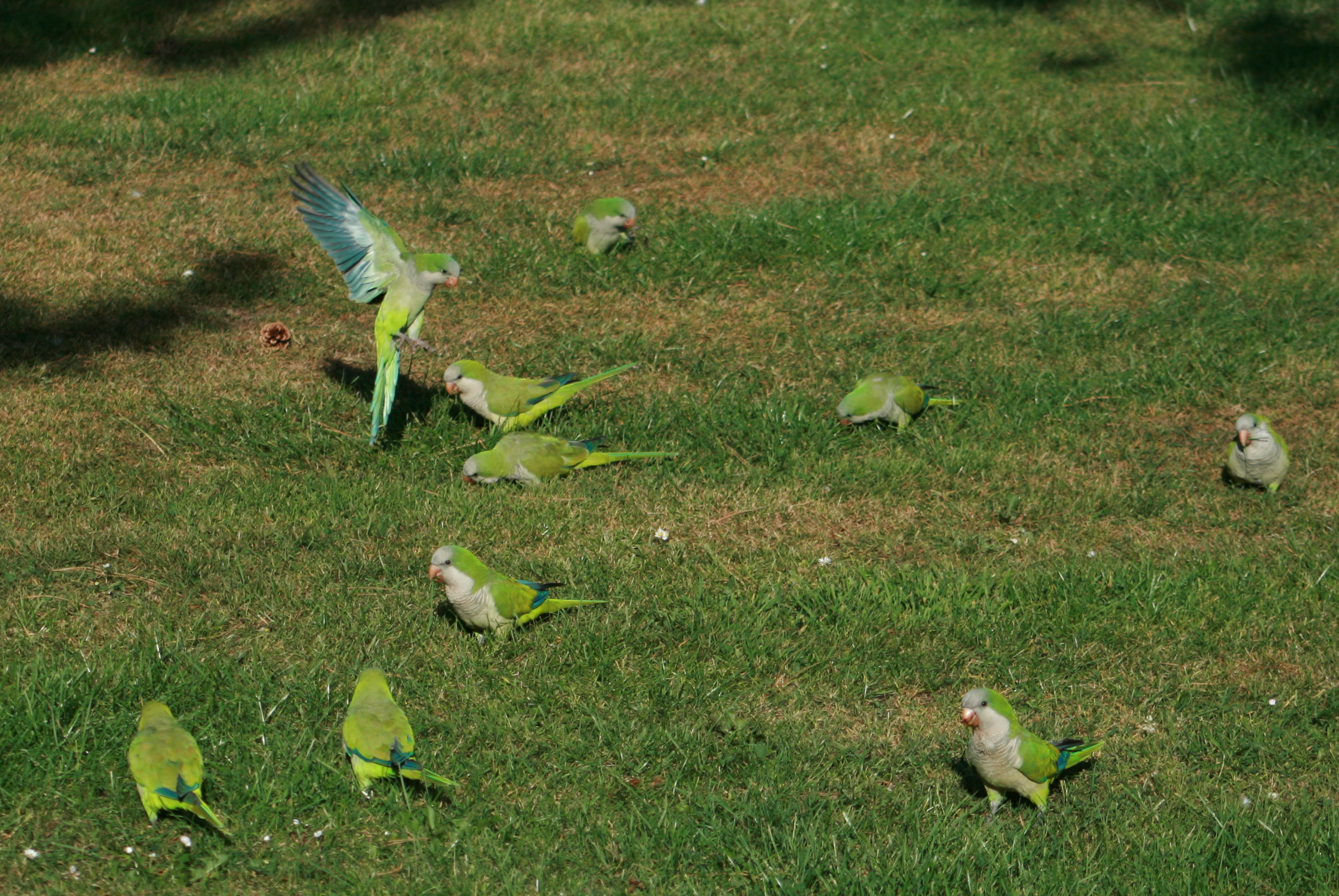